# Кроличья нора (фильм, 2010)
«Кро́личья нора́» (англ. Rabbit Hole) — американская психологическая драма с участием Николь Кидман, основанная на одноимённой бродвейской постановке драматурга Дэвида Линдси-Эбера. Кидман выступила также продюсером ленты. Фильм был показан на Кинофестивале в Торонто в сентябре 2010 года и был выпущен в ограниченный прокат в США 17 декабря 2010 года, в российский прокат — 20 января 2011 года.

## Сюжет
Бекки и Хауи Корбетты — супружеская пара, которая восемь месяцев назад потеряла маленького сына в результате дорожного происшествия. С тех пор их жизнь никак не наладится, и боль не оставляет их ни на минуту. Они стараются преодолеть трудные времена, посещая сеансы групповой терапии, однако Бекка вскоре решает прекратить это бессмысленное занятие. Каждый из них пытается по-своему выйти из трудного положения: Хауи смотрит видео сына на своем телефоне и курит травку с Габи, с которой он познакомился на сеансах; Бекка же решает поговорить с Джейсоном, подростком, сыгравшим роковую роль в судьбе её сына. «Кроличья нора» — название любительского комикса, который рисует Джейсон.

## В ролях
- Николь Кидман — Бекка Корбетт
- Аарон Экхарт — Хауи Корбетт
- Дайан Уист — Нэт
- Сандра О — Габи
- Майлз Теллер — Джейсон
- Тэмми Бланшар — Иззи
- Джанкарло Эспозито — Огги
- Патриция Кэлембер — Пэг
- Майк Дойл — Крейг
- Джон Тенни — Рик

## Награды и номинации
- 2011 — номинация на премию «Оскар» за лучшую женскую роль (Николь Кидман)
- 2011 — номинация на премию «Золотой глобус» за лучшую женскую роль (Николь Кидман)
- 2011 — номинация на премию Гильдии киноактёров США за лучшую женскую роль (Николь Кидман)
- 2011 — четыре номинации на премию «Независимый дух»: лучший режиссёр (Джон Кэмерон Митчелл), лучший сценарий (Дэвид Линдси-Эбер), лучшая женская роль (Николь Кидман), лучшая мужская роль (Аарон Экхарт)

В театральной версии «Кроличьей норы» Бекку Корбетт играла актриса Синтия Никсон, известная по роли Миранды Хоббс в сериале «Секс в большом городе». Название фильма является реминисценцией к произведению Льюиса Кэррола «Приключения Алисы в Стране Чудес».